# 1325 en Angleterre
Chronologie de l'Angleterre
- 1321
- 1322
- 1323
- 1324
- 1325
- 1326
- 1327
- 1328
- 1329

Cette page concerne l'année 1325 du calendrier julien.

## Naissances en 1325
- Date inconnue :
  - Peter Atte Wode, juge
  - John de Clinton, 3e baron Clinton (en)
  - Élisabeth le Despenser, baronne Berkeley
  - William Flamville, politicien
  - Robert de Hales, chevalier hospitalier
  - Robert Knolles, commandant militaire

## Décès en 1325
- 13 janvier : Jeanne Gaveston, noble
- 20 janvier : John Hastings, 2e baron Hastings
- 20 mars : William Ferrers, 1er baron Ferrers de Groby (en)
- 5 avril : Raoul de Monthermer, 1er baron Monthermer
- 6 juillet : John Salmon, évêque de Norwich
- Date inconnue : 
  - William de Meones, clerc et juge
  - John Segrave, 2e baron Segrave (en)
  - Stephen Segrave, 3e baron Segrave (en)
  - Robert de Umfraville, 8e comte d'Angus